# Транснефтепродукт
«Транснефтепроду́кт» (ТНП) — российская транспортная компания, оператор магистральных нефтепродуктопроводов России. Полное наименование — Открытое акционерное общество "Акционерная компания трубопроводного транспорта нефтепродуктов «Транснефтепродукт». Штаб-квартира — в Москве. Юридически компания с 2014 года зарегистрирована в Москве.
Основана в 1993 году в соответствии с Указом Президента РФ от 17 ноября 1992 № 1403.
13 апреля 2007 года президент России Владимир Путин подписал указ о присоединении «Транснефтепродукта» к государственной компании «Транснефть» путём внесения 100 % акций компании в качестве вклада России в уставный капитал «Транснефти».
Генеральный директор — Горшенков Павел Юрьевич.

## Деятельность
Основным видом деятельности ОАО «АК „Транснефтепродукт“» и её дочерних трубопроводных обществ является транспортировка светлых нефтепродуктов — дизельного топлива, бензинов, керосина от 18 нефтеперерабатывающих заводов (16 НПЗ на территории России, 2 НПЗ на территории Белоруссии) в различные регионы России, страны Таможенного Союза (Республика Беларусь, Казахстан), а также в страны дальнего зарубежья (Латвия, Украина, Венгрия) по системе магистральных нефтепродуктопроводов (МНПП). На сегодняшний день длина нефтепродуктопроводов Компании составляет 19,1 тыс. км. Из них магистральных нефтепродуктопроводов − 15,4 тыс. км, отводов — 3,7 тыс. км, в том числе: по территории России — 16,4 тыс. км.
| Нефтеперерабатывающие заводы |
| --- |
| - ОАО «Омский НПЗ» — ОАО «Газпром нефть» - ОАО «Уфанефтехим» — ОАО «АНК „Башнефть“» - ОАО «Башнефть-Новойл» — ОАО «АНК „Башнефть“» - ОАО «Уфимский НПЗ» — ОАО «АНК „Башнефть“» - ОАО «Газпром нефтехим Салават» - ОАО «Куйбышевский НПЗ» (Самарский) — ОАО "НК «Роснефть» - ОАО «Новокуйбышевский НПЗ» (Самарский) — ОАО "НК «Роснефть» - ОАО "Сызранский НПЗ (Самарский) — ОАО "НК «Роснефть» - ОАО «ТАИФ-НК» - ОАО «Нижегороднефтеоргсинтез» — ОАО «ЛУКОЙЛ» - ООО "ПО «Киришинефтеоргсинтез» — ОАО «Сургутнефтегаз» - ЗАО «Рязанская нефтеперерабатывающая компания» — ОАО «ТНК-ВР» - ОАО "Московский НПЗ — ОАО «МНГК», ОАО «Газпром нефть» - ООО «Пермьнефтеоргсинтез» — ОАО «ЛУКОЙЛ» - "ОАО «Славнефть-ЯНОС» (ЯНОС) — ОАО "НГК «Славнефть» - ОАО «ТАНЕКО» — ОАО «Татнефть» - «Мозырский НПЗ» — ГК Концерн «Белнефтехим», ОАО "НГК «Славнефть» - «Новополоцкий НПЗ» («Нафтан») — ГК Концерн «Белнефтехим» |

По состоянию на январь 2014 ОАО "АК «Транснефть» проводит реорганизацию ОАО "АК «Транснефтепродукт».
ОАО "АК «Транснефтепродукт» осуществляет эксплуатацию нефтепродуктопроводов через дочерние общества (включены в реестр естественных монополий):
- ООО «Балттранснефтепродукт» (с октября 2013 входит в состав ООО «Балтнефтепровод»)
- ОАО «Рязаньтранснефтепродукт» (с октября 2013 входит в состав ОАО «Верхневолжскнефтепровод»)
- ОАО «Уралтранснефтепродукт» (с октября 2013 входит в состав ОАО «Уралсибнефтепровод»)
- ОАО «Мостранснефтепродукт»
- ОАО «Юго-Запад транснефтепродукт»

и дочерние общества ОАО «Юго-Запад транснефтепродукт»: Частное производственное унитарное предприятие (ЧПУП) «Запад-Транснефтепродукт») на территории Республики Беларусь и дочернее предприятие (ДП) «ПрикарпатЗападТранс» на территории Украины.
- ОАО «Сибтранснефтепродукт»
- ОАО «Средне-Волжский Транснефтепродукт»

Эксплуатацию терминала по перегрузке светлых нефтепродуктов в морском торговом порту г. Приморск Ленинградской области, осуществляет:
- ООО «БалттрансСервис»

Помимо этого в состав холдинга входят ещё 3 специализированных дочерних общества:
- ООО «Спецтранснефтепродукт»
- ОАО «Телекомнефтепродукт»
- ОАО «Торговый Дом Транснефтепродукт»

Тарифное регулирование «Транснефтепродукта» осуществляет Федеральная служба по тарифам (ФСТ) Российской Федерации.
Общая численность персонала — более 16000 человек.
Среди осуществленных проектов компании — нефтепродуктопровод «Кстово — Ярославль — Кириши — Приморск» (проект «Север»).
Среди перспективных проектов компании — строительство нефтепродуктопровода «Сызрань — Саратов — Волгоград — Новороссийск» (проект «Юг»).